# Träskända konstmuseum

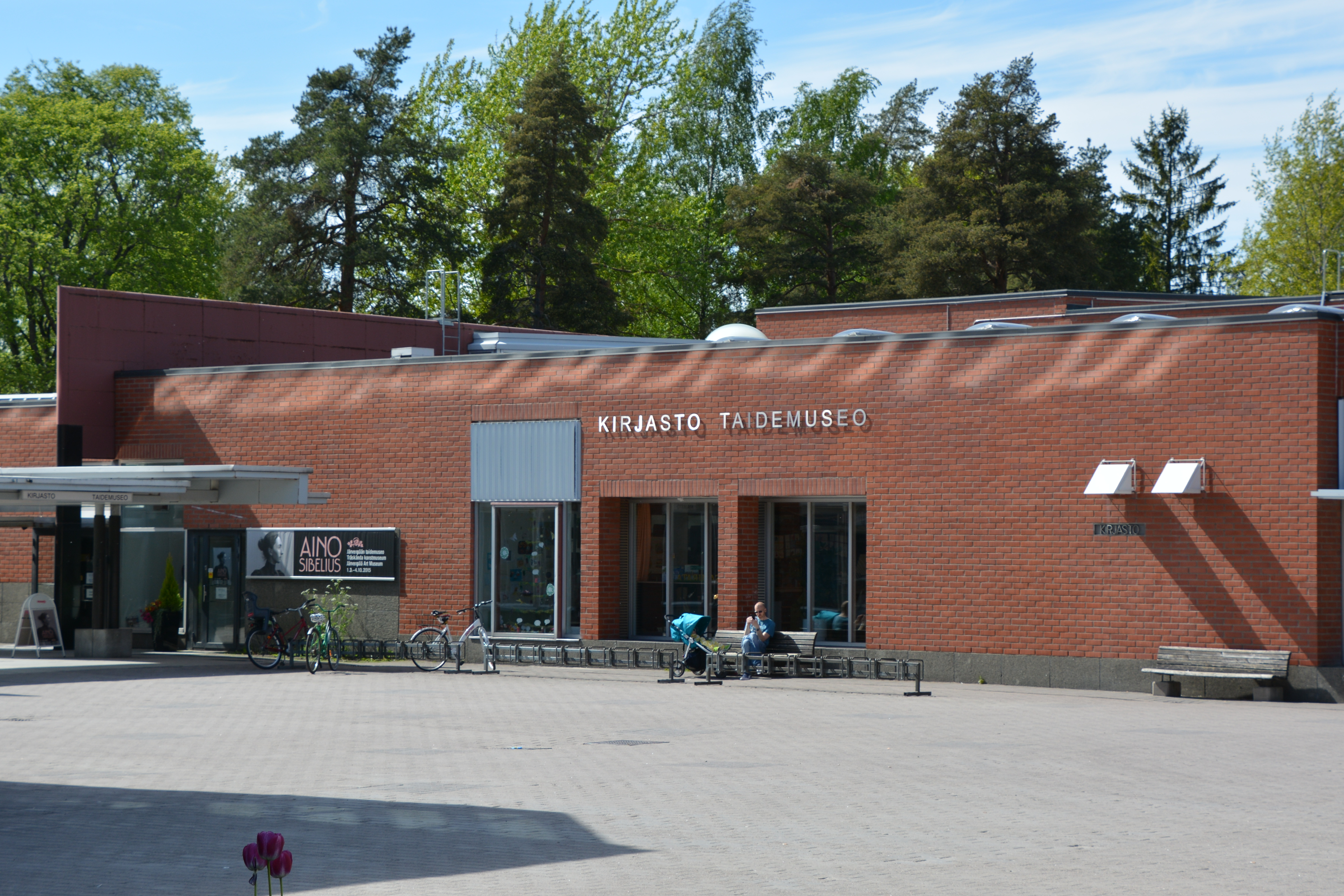
Träskända konstmuseum och bibliotek

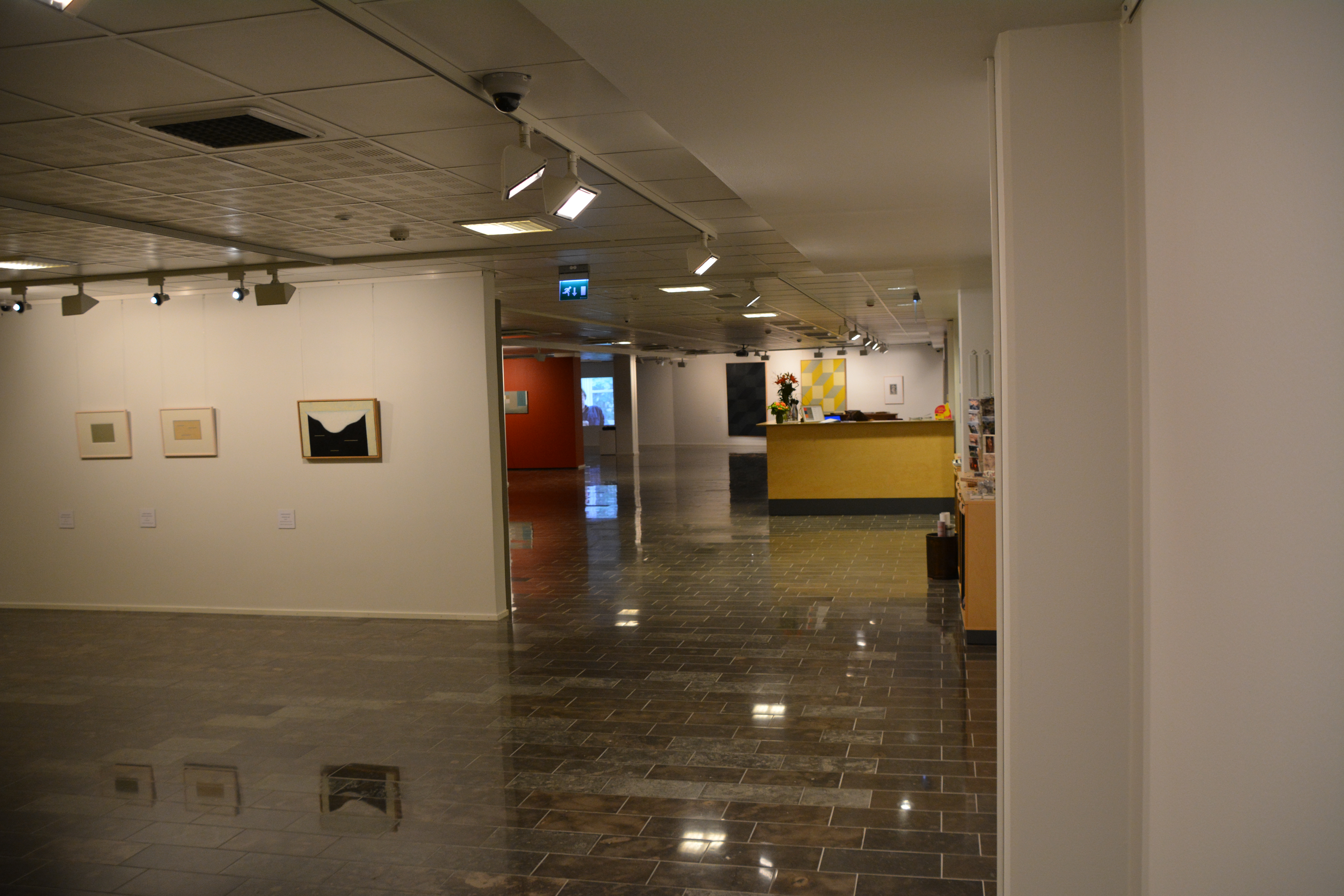
Interiör

Träskända konstmuseum (finska: Järvenpään taidemuseo) är ett finländskt konstmuseum i Träskända kommun i Nyland.
Träskända konstmuseum ligger i samma byggnad som stadsbiblioteket i Träskända. Basen till museets samling är ett stort antal målningar gjorda av Venny Soldan-Brofeldt, som donerades 1990 av hennes sondotter, keramikern Kaarina Aho. År 1997 skänkte också Eero Järnefelts barnbarn Elisa Paloheimo en samling av dennes verk till museet. De båda konstnärerna hörde till Konstnärskolonin vid Tusby träsk, som grundades av paret Venny Soldan-Brofeldt och Juhani Aho efter det att de 1897 bosatt sig i Villa Vårbacka, sedermera Ahola vid Tusby träsk söder om Träskända.